# Synchiropus moyeri
Synchiropus moyeri är en fiskart som beskrevs av Zaiser och Fricke, 1985. Synchiropus moyeri ingår i släktet Synchiropus och familjen sjökocksfiskar. Inga underarter finns listade i Catalogue of Life.